# Zwartkinsijs
De zwartkinsijs (Spinus barbatus synoniem: Carduelis barbata) is een zangvogel uit de familie van vinkachtigen (Fringillidae).

## Kenmerken
De lengte van kop tot staart is 12 tot 13 centimeter. Volwassen mannetjes hebben een glanzend zwarte bovenkop en een kenmerkende donkere vlek op de kin ("baard" vandaar barbatus en ook de bijnaam baardsijs). De rest van de hals en kop zijn geel. De rug is  olijfgroen, lichter wordend in de richting van de staart. De buikzijde is geel dat naar wit gaat richting staart. De vleugeldekveren zijn olijfgroen met geelwitte toppen. De slagpennen hebben een zwartbruine kleur. Snavel, poten en ogen hebben een donkerbruine kleur. Bij volwassen vrouwtjes ontbreekt de zwarte kleur op de kop en "baard". Over het algemeen zijn ze ook iets grijzer van kleur dan de mannetjes. 
Juvenielen hebben tot de rui de kleur van de vrouwtjes.
De eieren zijn wit romig van kleur en hebben enkele roodbruine spikkels. Ze hebben een lengte van 14 a 18 millimeter. 

## Verspreiding en leefgebied
Deze soort komt voor in Argentinië, Chili en de Falklandeilanden. Het leefgebied is naaldbos, in mindere mate ook montaan loofbos of open terrein met bomen en struiken, soms ook tuinen tot op hoogten van 1500 meter boven zeeniveau. 